# スナイ国際空港
スナイ国際空港（スナイこくさいくうこう、英語: Senai International Airport）とは、マレーシアのジョホール州クライジャヤ郡にある国際空港である。

## 概要
1974年に開港したこの空港は、ジョホールバル中心部から北北東へ約22kmの位置にある。
シンガポールに近いことから、シンガポール在住者の利用も多い。
エアアジアが第二の拠点空港としている。
- 航空管制：マレーシア民間航空局
- 運用時間 (MST) ：6:30 - 24:00
- ILS：カテゴリー I

航空会社や利用クラスに関わらず有料で利用できるラウンジ（Plaza Premium Lounge）も設けられている。

## 就航航空会社と就航地
| 航空会社                   | 就航地 |
| -------------------------- | --- |
| エアアジア                 | クアラルンプール、ペナン、ランカウイ、アロースター、イポー、コタバル、コタキナバル、 ワウ、ミリ、シブ、クチン ホーチミン、広州 |
| マレーシア航空             | クアラルンプール |
| バティク・エア・マレーシア | クアラルンプール |
| ファイアフライ             | クアラルンプール/スバン、ペナン、重慶(2025年10月30日より運航開始予定)                                                          |
| en:SKS Airways             | クチン |
| インドネシア・エアアジア   | ジャカルタ、スラバヤ |
| タイ・エアアジア           | バンコク/ドンムアン |

2025年8月現在

## 交通アクセス

### タクシー
ジョホールバル中心部まで、約30km、RM40。

### バス
- JBセントラル駅
  - 空港連絡バス (CWA)[4] - 約50分 RM8.00。
- ラーキン・バスターミナル
  - Causeway Link 333系統[5] - RM 3.20。
  - MAJU 207系統 - RM3.00。
  - GML Line A1系統 - RM3.20。